# البشموري (رواية)
البشموري هي رواية للكاتبة المصرية سلوى بكر، تتحدث عن فترة مهمة في حياة مصر القديمة في ظل الاحتلال العربي.

المصدر الرئيس لكتاب سلوى بكر الذي نتناوله في هذا العرض هو تاريخ الكنيسة المصرية– تاريخ الآباء البطاركة – للأب سايروس بن المقفع الذي اعتمد مزج التفاصيل الصغيرة بالأحداث السياسية والاقتصادية والاجتماعية في عرضه تاريخَ مصر. فهو المؤرخ الوحيد الذي تطرَّق إلى ثورة البشموريين، الفلاحين القبط (بغض النظر عن الدين)، وغيرهم ضد الخليفة العربي، حاكم البلاد – مع العلم أن الكنيسة المصرية آنذاك أيدت الاحتلال العربي ضد ثورة البشموريين وتوسطت لإقناعهم بدفع الخِراج للدولة وإعلان الطاعة؛ مما يجعل الرواية تعكس آخر مشهد في حياة مصر قبل تحوُّلها إلى دولة مستعربية بعد أن عرَّبت القبط المصريين في الدلتا ونهر النيل.
تجري أحداث الرواية في عهد الخليفة المأمون، الذي قضى على ثورة البشامرة، حتى لم تقم لهم بعد ذاك قائمة. ثم استخدم الخليفة المعتصم الأسرى الأقباط الذين جُلِبوا إلى بغداد، مركز الخلافة، للقضاء على «ثورة الزلط» (وفي مصدر آخر: «الظط») في جنوب بغداد، نظرًا لمعرفتهم (أي الأسرى اهل كفر الشيخ أو البشموريين) بخصائص الماء والتراب وجغرافية الأرض الموحلة.
تبدأ الرواية بإرسال الكنيسة ممثِّلَين عنها، هما الشماس ثاونا الناضج الحكيم وبدير بطل القصة وخادم الكنيسة، إلى البشامرة لإقناعهم بالتخلِّي عن ثورتهم ضد الخليفة وبقبول دفع الخِراج للدولة. وفي الطريق تبدأ الصعوبات: فجغرافية شمال مصر شيء متحول، حيث يقوم النهر العظيم بتغيير جريانه عدة مرات خلال الفصول تبعًا لقوة المياه، فتتغير مواقع فروعه. وتبدأ بالنسبة للكاتبة صعوبةُ استعادة أمكنة الأحداث؛ فالقرى المذكورة قد اندثرت من الخريطة.

## نقد الرواية
البـشـمـوري
رواية في الجغرافية والتاريخ والأديان

لا بدَّ، أولاً، من توضيح بضع نقاط قبل الخوض في بحر البشامرة، ألا وهي أن «البشموري» هو الفلاح القبطي الذي يسكن شمال مصر – دلتا النيل –، تلك الأراضي الموحلة من جراء جريان نهر النيل العظيم وفيضاناته، حيث العيشُ خَطِرٌ وصعبٌ بالنظر لما يجلبه النهرُ من طمي وتغيير في معالم الأرض والمكان؛ ولغة أبناء هذه الأرض هي «البشمورية»، إحدى لهجات الأقباط المصريين.
تجري أحداث الرواية في عهد الخليفة المأمون، الذي قضى على ثورة البشامرة، حتى لم تقم لهم بعد ذاك قائمة. ثم استخدم الخليفة المعتصم الأسرى الأقباط الذين جُلِبوا إلى بغداد، مركز الخلافة، للقضاء على «ثورة الزلط» (وفي مصدر آخر: «الظط») في جنوب بغداد، نظرًا لمعرفتهم (أي الأسرى الأقباط أو البشامرة) بخصائص الماء والتراب وجغرافية الأرض الموحلة.
تبدأ الرواية بإرسال الكنيسة ممثِّلَين عنها، هما الشماس ثاونا الناضج الحكيم وبدير بطل القصة وخادم الكنيسة، إلى البشامرة لإقناعهم بالتخلِّي عن ثورتهم ضد الخليفة وبقبول دفع الخِراج للدولة. وفي الطريق تبدأ الصعوبات: فجغرافية شمال مصر شيء متحول، حيث يقوم النهر العظيم بتغيير جريانه عدة مرات خلال الفصول تبعًا لقوة المياه، فتتغير مواقع فروعه. وتبدأ بالنسبة للكاتبة صعوبةُ استعادة أمكنة الأحداث؛ فالقرى المذكورة قد اندثرت من الخريطة.
وفي أثناء المسير، تنهال الذكرياتُ على بدير وتتلاحق: فهناك كان مسقط رأسه، وهناك كان غرامُه بفتاة أرادها أخوه زوجةً له وانتحارُها وهروبُه ولجوؤه إلى الدير. وفي الطريق، يصادف الرسولان الكثير من الناس المحتاجين، – وهنا تظهر تداخلات العناصر القبطية مع العناصر الفارسية والوثنية في عادات الناس وإيمانهم الشعبي، – إلى أن يصلا إلى مركز البشامرة المتمرِّدين، الذين يرفض زعيمُهم مينا بن بقيرة فكرة العدول عن الثورة ويأبى تقديم فروض الطاعة للخلافة، رافضًا حجج ثاونا الشماس بأن حكم المسلمين أهون شرًّا من حكم غيرهم من الطامعين في أملاك الكنيسة. فـ
[...] كورة مصر قد هلك أهلُها من الظلم والخسائر والخِراج، كما أن أصحاب تاووفيليكس الخلقدوني لا يألون جهدًا لاغتصاب ضيعنا التاوضوسية بغير حق [...] يؤذون الكنيسة الجامعة ويقطعون خيرها من البلاد.
ثم يأتي جيش الخلافة، فيبيد المتمردين ويسوق الباقين منهم أسرى. وهنا، للمرة الأولى، يفترق بدير، خادم الكنيسة الذي أصبح أسيرًا، عن معلِّمه ثاونا، وتبدأ رحلةُ عذاباته. يؤخذ بدير أسيرًا عن طريق البحر. ونجد وصفًا قويًّا لرحلة الأسرى البحرية إلى أنطاكية، مركز المسيحية الشرقية، ومعاناتهم. وتخوض سلوى بكر هنا في تفاصيل حياة الأديرة وعادات الناس الشعبية، فتكتب عن أماكن اندثرت ولم تذكرها كتب التاريخ، انطلاقًا من الكلمة المصدر التي أصبحت كنزًا من منظارها.
وفي أنطاكية، عمل بدير في خدمة أحد الكهنة، كونه ملمًّا بأمور الدين وباللهجات القبطية. ثم بعد وفاة معلِّمه، انتقل إلى خدمة كاهن آخر ذي ميول شاذة وعلاقات مع أطراف أجنبية، ففكَّر بأن أفضل طريقة للهروب من خدمة معلِّمه الجديد إنما هي بالتنكُّر لماضيه الكهنوتي. لذلك كان وضعُه في سجن انفرادي حتى يتم تقريرُ مصيره. ونلاحظ هنا كيف عملت مخيلة بدير على استذكار المفردات اللغوية وتعدادها ومقارنتها باللهجات الأخرى كي يُبقي ذهنَه حيًّا. فـ...
[...] في ليلة عددتُ من أنواع الطير التي أعرفها ما يربو على المائة.
ثم يُنقَل بدير إلى بغداد لخدمة الخليفة، مرورًا ببلاد الشام وفلسطين. وتعود الجغرافية لتصبح سيدة الموقف من جديد: فالوصف هو صورة فوتوغرافية لبغداد قصر الخليفة، بغداد الشارع، بغداد الطوائف، بغداد الثقافة والترجمة واللغات والثورات... فيأتي متحفُ التاريخ ليربطنا بجغرافية المكان. وهذه كانت المحطة الثانية الهامة في حياة بدير، خادم الكنيسة ورسولها إلى البشامرة؛ إذ يتحول بدير إلى الإسلام، فيصبح حرًّا يعمل في نسخ الكتب وترجمتها.
ثم، بعد مكوثه فترة في بغداد، يقرِّر العودة إلى مصر كي يقابل ثاونا ويدعوه إلى الدخول في الإسلام. وفي طريق العودة، يمضي سنوات في فلسطين ناسكًا ودرويشًا، ليتابع بعد ذلك طريق عودته إلى بلده، فيصل إلى معلِّمه، الذي كان على فراش الموت، ويدعوه إلى الدين الجديد. فيرفض هذا الأخير اعتناق الإسلام ويموت، معبِّرًا بوفاته، كشخصية قبطية «نخبوية»، عن تراجُع القبط لصالح المسلمين. أما بدير فيتحول إلى درويش متصوف يجوب وحده الطرقات متعرضًا للضرب والإهانة، جاعلاً علاقته مباشرة مع ربِّ العالمين. فـ...
حسـبي الله توكَّـلتُ عليه

من تواصي الخلق طرًّا بيديه
ليـس للهـارب في مهربه

أبـدًا مـن راحـة إلاَّ إليـه
رُبَّ رامٍ لي بأحجـار الأذى

لم أجد بدًّا من العطف عليه
وفي النهاية، لا بدَّ من ملاحظة أخيرة مُفادها أن البشموري، التي تسمِّيها كاتبتُها بـ«رواية الروايات»، إنما تهتم بمشهد مصر الثقافي في العصر الوسيط: مصر الوثنية، القبطية–المسيحية، فالمسلمة الناطقة باللسان العربي القديم والقبطي والفارسي والسرياني والنوبي معًا – مصر «المنصورة» التي احتوت تلك التلاوين كلَّها وطوَّعتْها!